# Lee Briers
Pour les articles homonymes, voir Briers.

a Compétitions nationales et continentales officielles uniquement.

b Matchs officiels uniquement.
Dernière mise à jour le 17 novembre 2010.
Lee Briers (né le 14 juin 1978 à St Helens, Angleterre) est un joueur gallois de rugby à XIII qui évolue au sein des Warrington Wolves dans le championnat de la Super League. Avec ces derniers, il remporte deux coupes d'Angleterre en 2009 et 2010 (où il est élu homme du match en gagnant le Lance Todd Trophy). Ce demi de mêlée est international gallois depuis 1998 et a connu une sélection avec les Lions britanniques en 2001.